# Z vami v živo
Z vami v živo (135 let) je album Godbe Domžale, ki je izšel v samozaložbi na 2 glasbenih CD ploščah leta 2019.

## Seznam posnetkov
| CD 1            | CD 1                                            | CD 1              | CD 1            | CD 1            | CD 1    |
| Št.             | Naslov                                          | Besedilo          | Glasba          | Priredba        | Dolžina |
| --------------- | ----------------------------------------------- | ----------------- | --------------- | --------------- | ------- |
| 1.              | „Hitite, Kristjani / O Come, All Ye Faithful‟   |                   | J. F. Wade      | J. Swearingen   | 4:28    |
| 2.              | „Pesnik in kmet / Dichter und Bauer‟ (uvertura) |                   | F. von Suppé    | O. Wagner       | 9:52    |
| 3.              | „Moment for Morricone‟                          |                   | E. Morricone    | J. de Meij      | 7:45    |
| 4.              | „Samo nasmeh je bolj grenak‟                    | E. Budau          | J. Privšek      | J. Privšek      | 4:05    |
| 5.              | „Prihod gladiatorjev / Einzug der Gladiatoren‟  |                   | J. Fučik        | W. Tuschla      | 2:52    |
| 6.              | „Misty‟                                         |                   | E. Garner       | M. Peeters      | 4:00    |
| 7.              | „Selections from "Annie"‟                       | M. Charnin        | C. Strouse      | P. J. Lang      | 6:58    |
| 8.              | „Amerikanec v Parizu / An American in Paris‟    |                   | G. Gerschwin    | J. Curnow       | 3:58    |
| 9.              | „Ne diraj moju ljubav‟                          | V. Barčot         | V. Barčot       | Klapa Šufit     | 4:35    |
| 10.             | „Vilo moja‟                                     | V. Juretić        | I. Badurina     |                 | 4:12    |
| 11.             | „Ohcetna polka‟                                 | L. Svetek – Zorin | V. Stiasny      | J. Privšek      | 3:40    |
| Skupna dolžina: | Skupna dolžina:                                 | Skupna dolžina:   | Skupna dolžina: | Skupna dolžina: | 56:25   |

| CD 2            | CD 2                                               | CD 2                 | CD 2            | CD 2            | CD 2    |
| Št.             | Naslov                                             | Besedilo             | Glasba          | Priredba        | Dolžina |
| --------------- | -------------------------------------------------- | -------------------- | --------------- | --------------- | ------- |
| 1.              | „Spomin na Sočo‟                                   |                      | J. Brun         | J. Šalamon      | 2:46    |
| 2.              | „Romeo in Julija‟ (6. stavek: Montegi in Kapuleti) |                      | S. Prokofjev    | J. de Meij      | 4:32    |
| 3.              | „A Dream in the Train‟                             |                      | E. Tamm         | P. Saan         | 9:16    |
| 4.              | „Someone to Watch Over Me‟                         | I. Gershwin          | G. Gershwin     | W. Barker       | 4:28    |
| 5.              | „A Tribute to Ray Charles‟                         |                      | R. Charles      | P. K. Schaars   | 9:07    |
| 6.              | „Tiho, tiho pada sneg‟                             | K. Destovnik – Kajuh | B. Adamič       | L. Krajnčan     | 3:33    |
| 7.              | „The Phil Collins Collection‟                      |                      | P. Collins      | P. K. Schaars   | 7:56    |
| 8.              | „Srečen praznik‟                                   |                      | M. Thorme       | T. Habe         | 4:20    |
| 9.              | „Zlati prah imaš v očeh‟                           | M. Košuta            | J. Privšek      | M. Ferlež       | 2:55    |
| 10.             | „Sportpalast-Polka‟                                |                      | S. Translateur  |                 | 2:44    |
| 11.             | „Ostal bom muzikant‟                               | A. Nipič             | A. Nipič        | P. Kosec        | 3:30    |
| Skupna dolžina: | Skupna dolžina:                                    | Skupna dolžina:      | Skupna dolžina: | Skupna dolžina: | 55:07   |

## Sodelujoči

### Godba Domžale
- Damjan Tomažin – dirigent

### Trio trobent
igra na posnetku 1-3
- Jošt Osolin – trobenta
- Edvard Borštar – trobenta
- Martin Kozjek – trobenta

### Klapa Cambi
poje na posnetkih 1-9 in 1-10

### Solisti
- Andrej Omejc – altovski saksofon na posnetkih 1-2 in 2-5
- Jernej Gnidovec – klarinet na posnetku 1-2
- Manca Hribar – vokal na posnetkih 1-3 in 1-4
- Nejc Škofic – klavir na posnetku 1-4
- Andraž Gnidovec – pozavna na posnetku 1-6
- Lena Oberwalder Zupanc – vokal na posnetku 1-7
- Daniel Savnik – trobenta na posnetkih 1-8, 2-5 in 2-7
- Annemarie Glavič – flavta na posnetkih 2-2 in 2-3
- Florjan Zabret – postajni načelnik na posnetku 2-3
- Jana Per – oboa na posnetkih 2-3 in 2-8
- Nuška Drašček – vokal na posnetkih 2-4, 2-6 in 2-9
- Tjaša Obreza – oboa na posnetkih 2-5 in 2-7
- Lan Timotej Turek – tenorski saksofon na posnetku 2-5 in sopranski saksofon na posnetku 2-8
- Uršula Jašovec – klavir na posnetku 2-6
- Alfi Nipič – vokal na posnetku 2-11

### Produkcija
- Lan Timotej Turek – producent
- Rado Černe (Ars Musicae) – oblikovanje zvoka in masteriranje
- Klara Cerar (KlarART oblikovanje) – grafična zasnova, oblikovanje in ilustracija